# Holorusia pauliani
Holorusia pauliani is een tweevleugelige uit de familie langpootmuggen (Tipulidae). De soort komt voor in het Afrotropisch gebied.